# Бауманис, Хардийс
Хардийс Бауманис (латыш.  Hardijs Baumanis; 10 декабря 1967, Рига, Латвийская ССР — 6 апреля 2015, Баку, Азербайджан) — латвийский дипломат.

## Биография
Обучался в МФТИ в Москве (1985–1991), затем, в области международных отношений в Латвийском университете (1991–1992). Стажировался в Институте Гувера в США и Лондонском университете.
На дипломатической службе с 1992 года. Внёс существенный вклад в создание и развитие внешнеполитической службы Латвии.
Х. Бауманис работал в должности посла Латвии в Литве (2006—2010) и генерального консула в Санкт-Петербурге (2004—2006). Трудился в посольстве Латвии в России и Дании, выполнял обязанности посла-нерезидента в Индии (2007-2010), был советником президента Гунтиса Улманиса по вопросам внешней политики.
С сентября 2010 года выполнял обязанности посла в Республике Азербайджан.
За время службы в Министерстве иностранных дел Х. Бауманис получил командорский орден Даннеброг (Дания), медаль Балтийской Ассамблеи (2007) и множество благодарностей от латвийских и зарубежных партнеров.
Скончался в результате проблем со здоровьем.